# Johann Grander
Johann Grander (* 24. April 1930 in Jochberg in Tirol; † 24. September 2012) war ein österreichischer Unternehmer.

## Leben
Grander wurde als zweites von fünf Kindern geboren und hatte eine karge Kindheit. Mit 13 Jahren wurde er von der NS-Kreisleitung schulfrei gestellt und für Arbeiten in der Landwirtschaft eingesetzt.

### Belebung von Wasser
Nachdem Grander laut eigenen Aussagen vor Gericht „Jesus erschienen“ sei, baute er nach „Anweisung von Gott“ ein Verfahren zur „Wasserbelebung“. Dabei soll die Wasserstruktur verbessert werden, so dass ein gesundes Milieu für nützliche Mikroorganismen gegeben sein soll. Es ist inzwischen wissenschaftlich erwiesen, dass die Grander-Technologie zur „Belebung von Leitungswasser“ wirkungslos ist, und sie darf laut einem Gerichtsurteil als „esoterischer Unfug“ bezeichnet werden. Ein plausibler Wirkmechanismus ist zudem nicht gegeben.
1978 gab er seinen Beruf auf und gründete ein Jahr später das Grander-Familienunternehmen Vertrieb für Original Grander Technologie. Die These zur Wasserbelebung bildet zusammen mit weiteren als para- bzw. pseudowissenschaftlich bezeichneten Ansätzen von Masaru Emoto, Viktor Schauberger, Jacques Benveniste u. a. die Ausgangslage für die Behandlung, Herstellung und Vermarktung von sogenanntem „belebtem“ Wasser und Geräten zur Wasserbelebung.

## Auszeichnungen
Grander erhielt 2001 für sein Lebenswerk das Österreichische Ehrenkreuz für Wissenschaft und Kunst. Vorausgegangen war eine Auszeichnung der sog. Russischen Akademie für Naturwissenschaften, einer NGO, die wegen der Förderung von Pseudowissenschaften in Kritik geraten ist. Im Juni 2008 wurde eine parlamentarische Anfrage von Abgeordneten der Grünen, SPÖ und FPÖ an das Wissenschaftsministerium hinsichtlich der Prüfung der Verleihung aufgrund nicht vorhandener wissenschaftlicher Leistungen eingebracht. Die Aberkennung des Ehrenkreuzes wurde jedoch von Wissenschaftsminister Johannes Hahn abgelehnt; eine solche sei bislang nur bei Heinrich Gross erfolgt, und im Vergleich dazu sei sie bei Grander „aus Gründen der Verhältnismäßigkeit ... nicht zu vertreten“. Johann Grander wurde im September 2009 im Rahmen des 30-jährigen Firmenjubiläums von  der Wirtschaftskammer Tirol für seine Verdienste und Leistungen mit dem Ehrendiplom ausgezeichnet.
In seiner Heimatgemeinde Jochberg wurde im Mai 2024 eine Straße nach Johann Grander benannt.

## Publikationen
- Wasserbelebung nach Johann Grander. Original Grander Technologie. Uranus Verlag, 1999, 2000.
- Hans Kronberger, Siegbert Lattacher: Auf der Spur des Wasserrätsels. Von Victor Schauberger bis Johann Grander, Uranus, Wien 2002, ISBN 3-901626-01-8.